# منتزه الريحان الوطني
منتزه الريحان أو (نقحرة: لوس أرايانيس) الوطني (بالإسبانية: Parque Nacional Los Arrayanes)‏ هي منتزه وطني في الأرجنتين تبلغ مساحته 17.53 كيلومتر مربع (6.77 ميل2) . وهي تغطي شبه جزيرة Quetrihué على شاطئ بحيرة ناويلوابي في مقاطعة نيوكوين ، 3 كـم (1.9 ميل) من فيلا لا أنجُسترا.